# 棕枕山雀
，是雀形目山雀科的一种鸟类。

## 特征
棕枕山雀体重约12.64克，翼长约74.5毫米，嘴峰长约11.4毫米，喙宽度约4.1毫米，喙厚度约4.2毫米，跗蹠长约18毫米，尾长约55.6毫米。棕枕山雀在其分布区内为留鸟，其栖息在密集的高大的橡树组成的森林或杜鹃花林中，食性为杂食性，主要食物来源是陆生无脊椎动物。

## 分布
中亚地区至中国西部和尼泊尔。